# Mark Kennedy (piłkarz)
Mark John Kennedy (ur. 15 maja 1976 w Dublinie) – irlandzki piłkarz występujący na pozycji pomocnika.

## Kariera klubowa
Kennedy karierę rozpoczynał w 1991 roku w zespole Belvedere. W 1992 roku przeszedł angielskiego do Millwall, grającego w Division One. W marcu 1995 roku został natomiast graczem Liverpoolu z Premier League. W lidze tej zadebiutował 9 kwietnia 1995 w przegranym 0:1 meczu z Leeds United. W sezonie 1994/1995 wraz z zespołem wygrał rozgrywki Pucharu Ligi Angielskiej, zaś w sezonie 1995/1996 zajął z nim 3. miejsce w Premier League, które okazało się jego najwyższym w karierze. Część sezonu 1997/1998 spędził na wypożyczeniu w drużynie Division One, Queens Park Rangers.
Na początku 1998 roku Kennedy przeszedł z Liverpoolu do Wimbledonu, także grającego w Premier League. W jego barwach zadebiutował 25 kwietnia 1998 w zremisowanym 0:0 ligowym spotkaniu z Blackburn Rovers. Graczem Wimbledonu był do końca sezonu 1999/2000. Następnie odszedł do Manchesteru City z Division One. W sezonie 2000/2001 wywalczył z nim awans do Premier League.
W 2001 roku Kennedy przeniósł się do Wolverhamptonu, występującego w Division One. W sezonie 2002/2003 awansował z nim do Premier League, ale w kolejnym spadł do Championship. W Wolverhamptonie występował do końca sezonu 2005/2006. W kolejnych latach grał jeszcze w innych zespołach Championship, takich jak Crystal Palace, Cardiff City oraz Ipswich Town. W 2012 roku zakończył karierę.

## Kariera reprezentacyjna
W reprezentacji Irlandii Kennedy zadebiutował 6 września 1995 w przegranym 1:3 meczu eliminacji Mistrzostw Europy 1996 z Austrią. 6 września 1997 w wygranym 4:2 pojedynku eliminacji Mistrzostw Świata 1998 z Islandią strzelił swojego pierwszego gola w kadrze. W latach 1995–2002 w drużynie narodowej rozegrał 34 spotkania i zdobył 4 bramki.